# Georg Werner (Jurist, 1608)
Georg Werner (* 7. August 1608 in Bopfingen; † 29. September 1671 in Helmstedt) war ein deutscher Rechtswissenschaftler.

## Leben
Der Sohn des Tuchhändlers Michael Werner und dessen Frau Ursula Müller besuchte die Schule seines Heimatortes und das Altstädter Gymnasium in Magdeburg, welches damals unter der Leitung des Rektors Sigismund Evenius stand. 1629 bezog er die Universität Wittenberg, um ein Studium der Rechte zu absolvieren. Nebenher verdiente er sich als Hauslehrer des Landrats Matthias von der Schulenburg seinen Unterhalt und zog als Aufseher einiger Adliger am 4. September 1638 an die Universität Helmstedt. Hier waren Johann Thomas Cludius, Johann Lotich und Heinrich Schmerheim seine Lehrer.
Am 24. September 1640 hielt er nach seinem Examen seine Inaugural-Disputation als Privatdozent, wurde am 7. Oktober 1646 außerordentlicher Professor an der juristischen Fakultät, am 26. April 1647 Assessor des fürstlichen Hofgerichts in Wolfenbüttel und promovierte am 9. September 1647 zum Doktor der Rechte. 1650 wurde er ordentlicher Professor der Rechte.
Georg Werner werden in der Literatur häufig Dichtungen zugeschrieben, die jedoch ein gleichnamiger Diakon in Königsberg/Preußen verfasst hat.

## Familie
Werner heiratete am 25. Januar 1642 Anna Elisabeth (* 24. Juni 1619 in Söllingen; † 11. März 1663 in Helmstedt), die Tochter des fürstlich braunschweigischen Amtmannes Georg Creitz († 11. September 1661 in Helmstedt) und dessen Frau Maria, der Tochter des Amtmanns in Jerxheim Franz Keydel und dessen Frau Elisabeth Steinbring, Adoptivtochter von Johann Thomas Cludius. Aus der Ehe gingen sieben Söhne und vier Töchter hervor. Von den Kindern kennt man: Christian Werner († jung nach Taufe), Ursula Werner (* 4. Juli 1644 in Helmstedt; 1. April 1674 ebd. Roth R 2983) verh. 16. Juni 1660 in Helmstedt mit dem Advokaten in Magdeburg Johann Dencker, Johannes Georgius Werner, Jakob Heinrich Werner, Bernhard Friedrich Werner studierte Jura, Christian Werner II., Alexander Werner, Heinrich Christoph Werner, Magaretha Werner (* 1657; † 1. Januar 1702 in Helmstedt Roth 9818).